# Stoepert
Stoepert is een wijk van de Limburgse plaats Valkenburg, die zich bevindt ten noorden van het stadscentrum en de spoorlijn.
Het betreft een woonwijk met ruim 1400 inwoners. De wijk kwam voornamelijk tot stand tussen 1964 en 2001. Nabij Stoepert ligt het voormalig Jezuïetenklooster met ernaast het modernere Sint-Jozefklooster van 1984. Ook de gebouwen van het Stella Maris College vindt men in deze wijk.
Ten westen van de wijk ligt bedrijventerrein "De Valkenberg", ruim 8 ha groot.
De Kattebeek stroomt vanaf Kleingenhout langs Stoepert naar de Geul te Valkenburg. De Stoepertweg voert omhoog naar het Centraal Plateau.